# والدماراس روپسیس
والدماراس روپسیس (انگلیسی: Valdemaras Rupšys؛ زادهٔ ۲ مهٔ ۱۹۶۷) فرمانده نظامی اهل لیتوانی است، که هم‌اکنون به‌عنوان رئیس ستاد نیروهای مسلح لیتوانی فعالیت می‌کند.